# Günter Perleberg
Günter Perleberg (Brandenburg an der Havel, 1935. március 17. – Garbsen, 2019. augusztus 1.) olimpiai bajnok német kajakozó.

## Pályafutása
Az 1960-as római olimpián a 4 × 500 m versenyszámban Dieter Krauséval, Paul Langéval és Friedhelm Wentzkével aranyérmes lett. Az 1964-es tokiói olimpián ezüstérmet szerzett társaival 10 000 méteres távon. Az 1963-as jajcei világbajnokságon egy-egy arany- és bronzérmet nyert.

## Sikerei, díjai
- Olimpiai játékok
  - aranyérmes: 1960, Róma (K-1 4 × 500 m)
  - ezüstérmes: 1964, Tokió (K-4 10000 m)
- Világbajnokság
  - aranyérmes: 1963 (K-4 1000 m)
  - bronzérmes: 1963 (K-1 4 × 500 m)